# Mirgaani Gomaa Rizgalla
Mirgaani Gomaa Rizgalla (arabisch ميرغني جمعة رزق الله; * 1946) ist ein ehemaliger sudanesischer Boxer.
Er trat bei den Olympischen Sommerspielen 1972 in München an. Im Weltergewichtsturnier kam er auf Platz 17.